# Callichlamys latifolia
Callichlamys latifolia là một loài thực vật có hoa trong họ Chùm ớt. Loài này được (Rich.) K. Schum. mô tả khoa học đầu tiên năm 1894.